# ویکتور مینزیس
ویکتور جوزف مینزیس (به انگلیسی: Victor Joseph Menezes؛ ۱۴ مهٔ ۱۹۴۷ – ۳ فوریهٔ ۲۰۲۵) بانکدار اهل هند بود. او کار خود را در سال ۱۹۷۲، با پیوستن به شرکت خدمات مالی آمریکایی سیتی‌کورپ (سیتی‌گروپ کنونی) در بانکداری شرکتی آغاز کرد و به عنوان نایب رئیس ارشد سیتی‌گروپ مشغول به کار شد و به مدت ۳۲ سال تا زمان بازنشستگی‌اش، در این شرکت کار کرد.

## درگذشت
مینزیس در ۳ فوریهٔ ۲۰۲۵، در سن ۷۷ سالگی در میامی، ایالات متحده آمریکا درگذشت.